# Rua Barata Ribeiro (Rio de Janeiro)

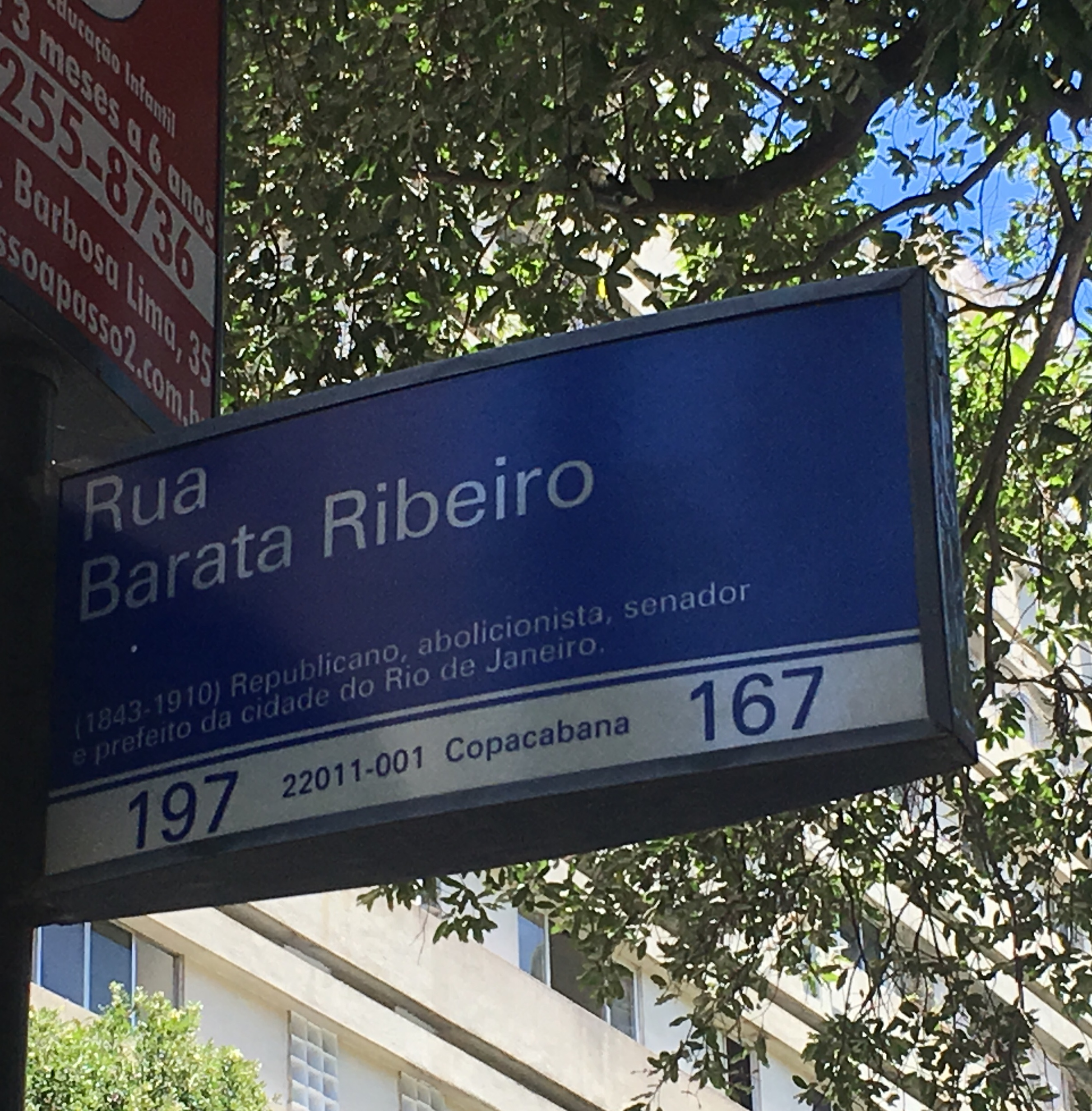
Esquina Rua Barata Ribeiro com Rua General Azevedo Pimentel

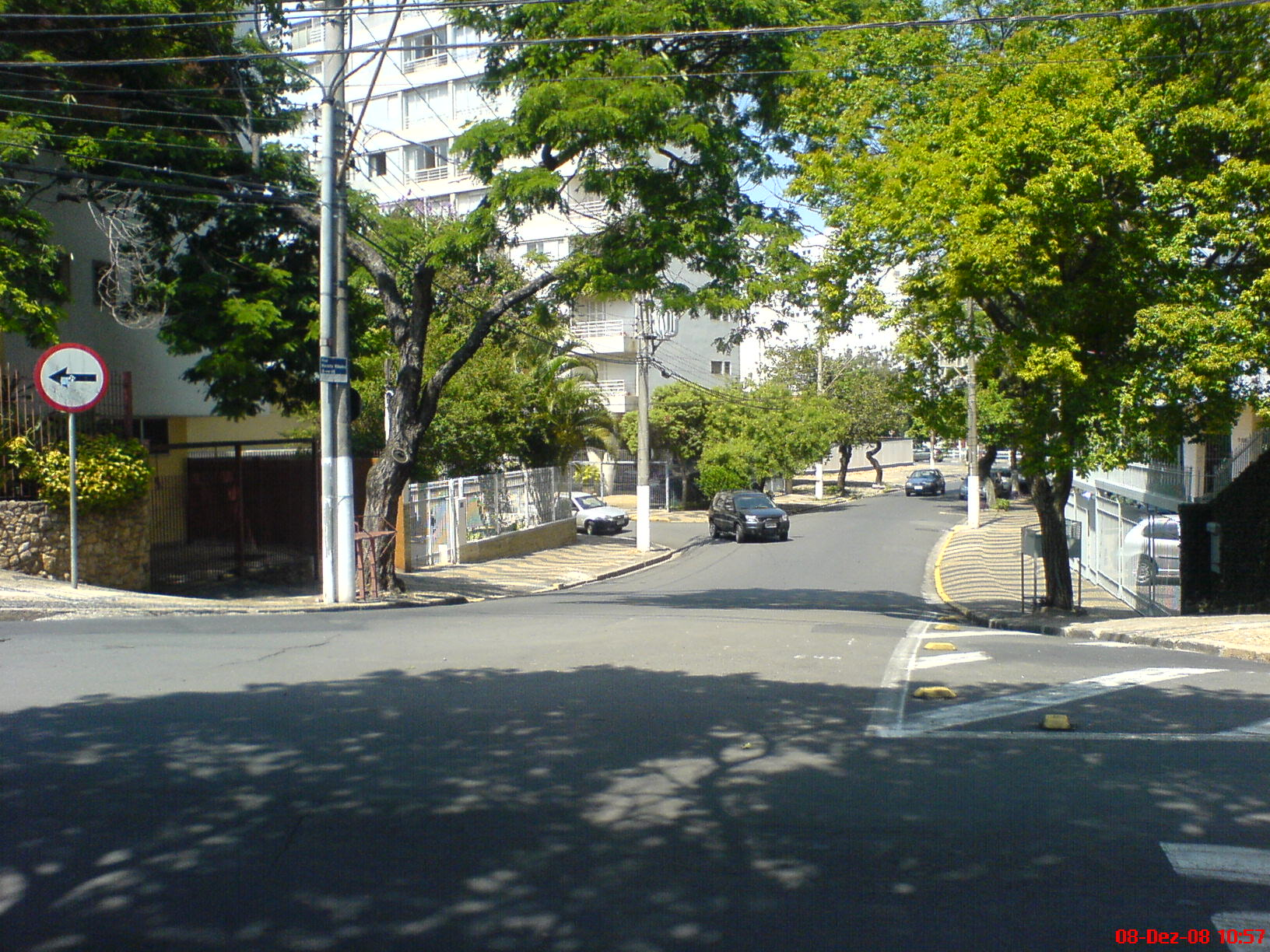
Rua Barata Ribeiro.

A Rua Barata Ribeiro é uma importante rua do bairro de Copacabana, no Rio de Janeiro. A rua recebeu este nome em homenagem ao médico pediatra Cândido Barata Ribeiro (1843-1910), um abolicionista  que chegou a exercer os cargos de Ministro do Supremo Tribunal Federal Brasileiro em 1893 e senador pelo então Distrito Federal em 1897.
Em frente ao número 181 da rua localiza-se uma saída da estação metroviária Cardeal Arcoverde, na Praça Cardeal Arcoverde. Em 2011, entrou em operação um Corredor de ônibus denominado BRS na rua, que juntamente com a Rua Raul Pompéia acumula vinte pontos de ônibus, por onde passam 67 linhas divididas em BRS1, BRS2 e BRS3.
A rua, que começa na avenida Princesa Isabel, inicialmente terminava na Rua Siqueira Campos. Porém, posteriormente foi lhe incorporado um trecho da Rua Dr. Pereira Passos, e foi prologada novamente em 1926 até a Rua Djalma Ulrich, e este trajeto permanece até hoje, com uma extensão de 2.600 metros.